# Fencing Federation of Afghanistan
Die Fencing Federation of Afghanistan ist der nationale Dachverband für den Fechtsport in Afghanistan. Sie wurde 2005 als 116. Nationalverband in die Fédération Internationale d’Escrime aufgenommen und ist Mitglied des asiatischen Kontinentalverbandes FCA. Derzeitiger Präsident ist Ahmad Tariq Roshangar (Stand 2021).

## Geschichte
Am 29. September 2005 wurde die Fencing Federation of Afghanistan vorläufig als 116. Mitglied in die FIE aufgenommen. Die Mitgliedschaft wurde im Jahresbericht des Exekutivkomitees 2005 bestätigt. Obwohl anfangs große Probleme bestanden, das teure Fechtmaterial zu beschaffen, nahmen 2011 bereits über 100 Fechter an einem nationalen Turnier teil. 2006 focht Muzammil Farooq als erster Vertreter Afghanistans bei den Weltmeisterschaften in Turin und belegte den 149. Rang.